# Mamady Kandé
Pour les articles homonymes, voir Kande (homonymie).
Mamady Kandé est un député et homme politique guinéen.
Député guinéen d'avril 2020 au 5 septembre 2021.

## Parcours Politique
Député guinéen de 2020 en 2021 de la dernier législation de mars 2020. Il est président de la commission des lois, de l’administration générale, de la justice et des droits humains  de la 9eme législative de la république de Guinée sous la présidence Alpha Condé,.